# Кобаяси, Сатору
Сатору Кобаяси (яп. 小林覚 Кобаяси Сатору, родился 5 апреля 1959 года) — японский го-профессионал 9 дана, обладатель титулов кисэй и госэй.

## Биография
Сатору Кобаяси получил ранг первого профессионального дана по го в 1974 году; в 1987 году он получил наивысший разряд го — 9 профессиональный дан. Его брат и сестра — Кэндзи и Тидзу Кобаяси также являются профессиональными игроками в го. В 1995 году Сатору Кобаяси завоевал титулы кисэй, госэй и кубок NHK. В 2002 году он совершил самую длительную победную серию в официальных турнирах (17 матчей), за что был награждён премией Kido.
В начале 2001 года Сатору Кобаяси был временно исключён из Нихон Киин, поскольку случайно ранил своего соперника в розыгрыше Кубка Chunlan Рю Сикуна: когда они отдыхали в баре Кобаяси держал в руке бокал, и размахивая руками, случайно разбил его, поранив щёку Рю Сикуна и свою руку. В результате организация Нихон Киин отстранила его на год от всех профессиональных турниров, однако срок сократился до 8 месяцев, поскольку другие игроки, в том числе корейские и китайские, оставили свои подписи в его защиту.

## Титулы
| Титул                    | Победитель     | Финалист             |
| Япония                   | Япония         | Япония               |
| ------------------------ | -------------- | -------------------- |
| Кисэй                    | 1 (1995)       | 3 (1996, 1997, 2007) |
| Мэйдзин                  |                | 1 (2005)             |
| Госэй                    | 1 (1995)       | 4 (1990—1992, 1996)  |
| Кубок Agon               | 1 (1998)       | 2 (1995, 2005)       |
| Рюсэй                    | 1 (1996)       |                      |
| Кубок NHK                | 1 (1995)       | 2 (1989, 1996)       |
| Кубок NEC                | 1 (1998)       | 3 (1985, 1996, 2006) |
| Какусэй                  |                | 1 (1996)             |
| Синъэй                   | 1 (1982)       | 1 (1985)             |
| NEC Сюнъэй               | 1 (1987)       |                      |
| Чемпионат по быстрому го | 2 (1999, 2000) |                      |
| Итого                    | 10             | 17                   |
| Континентальные          |                |                      |
| Кубок Asian TV           |                | 1 (1989)             |
| Итого                    | 0              | 1                    |
| международные            |                |                      |
| Кубок Samsung            |                | 1 (1997)             |
| Кубок Tong Yang          |                | 1 (1997)             |
| Кубок IBM                | 1 (1990)       |                      |
| Итого                    | 1              | 2                    |
| Всего                    |                |                      |
| Итого                    | 11             | 20                   |